# كليوباترا الخامسة
كليوباترا الخامسة (اليونانية:Κλεοπάτρα Τρύφαινα؛ توفيت حوالي 69–68 قبل الميلاد أو حوالي 57 قبل الميلاد) كانت ملكة بطلمية حكمت مصر، وهي الزوجة الوحيدة المؤكدة لبطليموس الثاني عشر. طفلتها الوحيدة المعروفة هي برينيكي الرابعة، إلا أن هناك أيضًا تكهنات قوية بأنها ربما كانت والدة كليوباترا السابعة.
من غير الواضح ما إذا كانت قد توفيت في وقت قريب من ولادة كليوباترا السابعة عام 69 قبل الميلاد، أو هل كانت هي أم ابنتها كليوباترا السادسة هي التي شاركت في حكم مصر البطلمية مع برينيكي الرابعة في 58-57 قبل الميلاد أثناء المنفى السياسي لبطليموس الثاني عشر إلى روما. لا توجد سجلات مكتوبة عن كليوباترا الخامسة بعد عام 57 قبل الميلاد، وبعد هذا التاريخ بعامين، أطاح بطليموس الثاني عشر ببرينيكي الرابعة، واستعاد عرشه بمساعدة عسكرية رومانية.

## النسب والزواج
تعد كليوباترا الخامسة شخصية غامضة جدًا في الأسرة البطلمية نظرًا لندرة المصادر التاريخية، إذ لا يُعرف سوى القليل من الحقائق المؤكدة عنها، والعديد من جوانب حياتها هي موضوع نظريات مثيرة للجدل. في جميع المصادر القديمة المعروفة، أُعطيت الاسم المستعار تريفاينا، وربما حملت هذا الاسم قبل اعتلائها العرش عندما اتخذت الاسم الملكي التقليدي كليوباترا.
في بعض الأدبيات المتخصصة الحديثة، يُشار إلى كليوباترا تريفاينا (زوجة بطليموس الثاني عشر) باسم كليوباترا السادسة. الجدير بالذكر أن المؤرخ المتخصص في العصور الكلاسيكية القديمة فيرنر هوس [الإنجليزية] يشير إليها باسم كليوباترا السابعة تريفاينا في أعماله.
لا يعرف على وجه الدقة النسب الصحيح لكليوباترا الخامسة ولم يوثق نسبها أيضًا في السجلات التاريخية، ربما كانت ابنة شرعية أو غير شرعية لبطليموس التاسع أو إبنة شرعية لبطليموس العاشر. تذكر المصادر التاريخية أنه في عام 88 قبل الميلاد، فر بطليموس العاشر من مصر مع زوجته برنيكي الثالثة وابنته. قد تكون كليوباترا الخامسة (أو كليوباترا تريفاينا) هي هذه الابنة التي لم يذكر اسمها.
ذُكرت كليوباترا الخامسة لأول مرة في عام 79 قبل الميلاد في ورقتين من البرديات. تعود إحدى هذه البرديات إلى 17 يناير 79 ق.م. وفي تلك السنة تزوجت من بطليموس الثاني عشر ملك مصر.
تشمل ألقاب كليوباترا المصرية، الموجودة بشكل أساسي في إدفو وفيلة: ابنة رع، الحاكمة، سيدة الأرضين (مصر العليا والسفلى).